# Кара-Таш (Кыргыз-Атинский айылный аймак)
Кара-Таш (кирг. Кара-Таш) — село в Ноокатском районе Ошской области Кыргызстана. Входит в состав Кыргыз-Атинского айылного аймака.

## География
Село расположено в западной части области, на левом берегу реки Кыргыз-Ата, на расстоянии приблизительно 5 километров (по прямой) к юго-востоку от города Ноокат, административного центра района.

## Население
Согласно оценочным данным Национального статистического комитета Кыргызской Республики, численность населения села на начало 2023 года составляла 86 человек.
| год     | 2009 | 2014 | 2015 | 2020 | 2021 | 2023 |
| ------- | ---- | ---- | ---- | ---- | ---- | ---- |
| человек | 35   | 44   | 46   | 89   | 90   | 86   |